# UTC−2
| Ora standard (tot anul) Ora standard (iarna din emisfera nordică) Ora standard (iarna din emisfera sudică) | Regiune maritimă în acest fus orar Ora de vară (vara din emisfera nordică) Ora de vară (vara din emisfera sudică) |

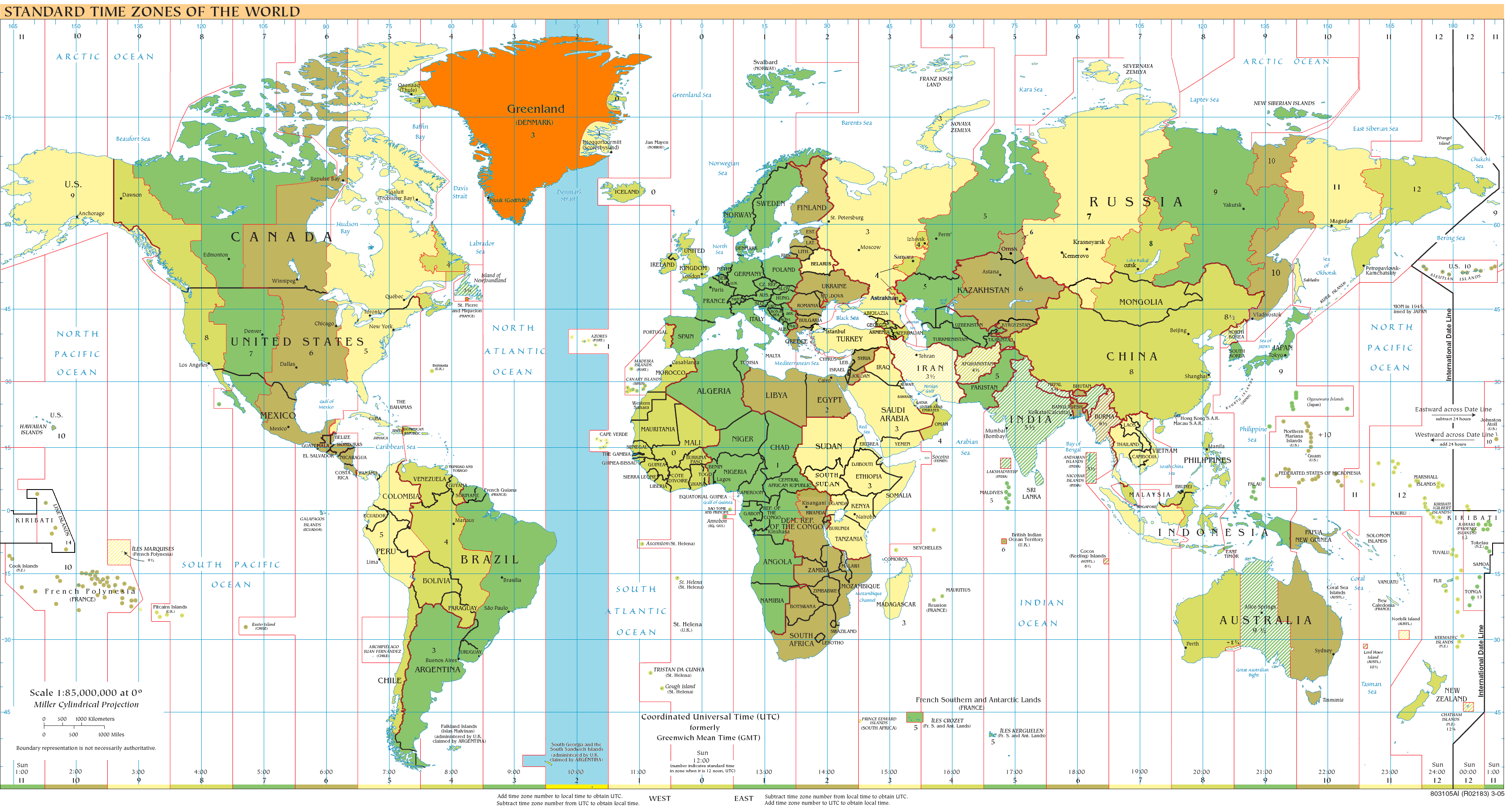
Utilizarea fusului orar UTC−2:

UTC−2 este un fus orar aflat cu 2 ore după UTC. UTC−2 este folosit în următoarele țări și teritorii:

## Ora standard (tot anul)
UTC−5
     UTC−4
     UTC−4 / ora de vară: UTC−3
     UTC−3
     UTC−3 / ora de vară: UTC−2
     UTC−2
- Brazilia
  - insulele în Oceanul Atlantic (Fernando de Noronha, și alte)
- Regatul Unit
  -  Georgia de Sud și Insulele Sandwich de Sud

## Ora de vară (vara din emisfera nordică)
- Danemarca
  -  Groenlanda (fără Ittoqqortoormiit, Danmarkshavn și Qaanaaq și zonele înconjurătoare)
- Franța
  -  Saint Pierre și Miquelon

În iarna aceste regiuni folosesc fusul orar UTC−3.

## Ora de vară (vara din emisfera sudică)
- Brazilia
  -  Distrito Federal
  -  Espírito Santo
  -  Goiás
  -  Minas Gerais
  -  Paraná
  -  Rio de Janeiro
  -  Rio Grande do Sul
  -  Santa Catarina
  -  São Paulo
- Uruguay

În iarna aceste regiuni folosesc fusul orar UTC−3.